# Phân họ Lan hài

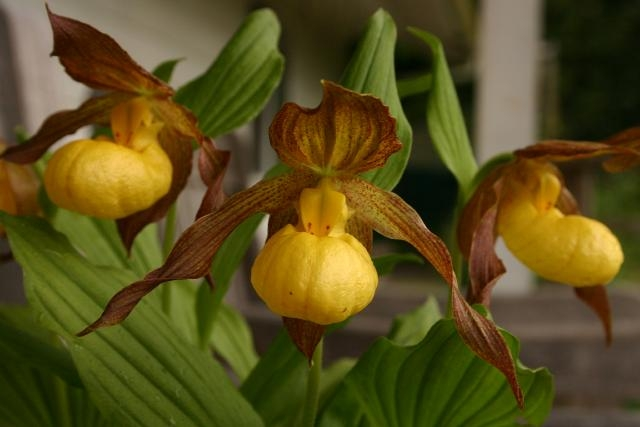
Lan hài (Cypripedium pubescens)

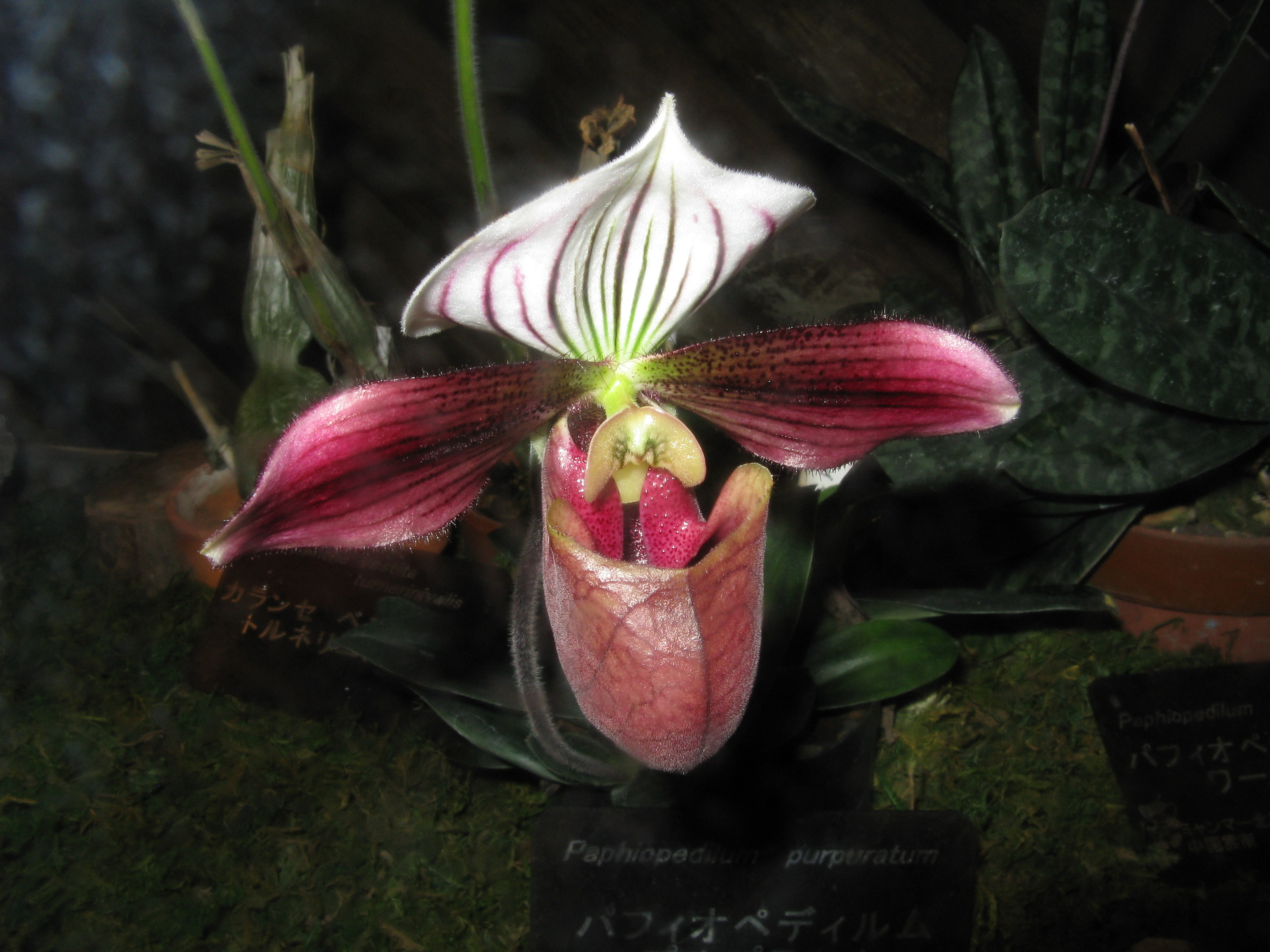
Lan hài (Paphiopedilum purpuratum)

Phân họ Lan hài (danh pháp khoa học: Cypripedioideae) là một phân họ trong họ Lan (Orchidaceae), bao gồm các chi Cypripedium, Mexipedium, Paphiopedilum, Phragmipedium, Selenipedium và có lẽ cả x Phragmipaphium. Các loài lan trong phân họ này có đặc trưng là có các khoang túi (các cánh môi hay cánh giữa biến đổi) của hoa hình hài (giày nữ thời phong kiến) – các khoang túi này bẫy côn trùng vì thế chúng buộc phải vượt qua nhị lép, mà phía sau đó chúng thu thập hay tích tụ khối phấn, bằng cách đó thụ phấn cho hoa.
Phân họ này từng được một số nhà thực vật học coi là họ Cypripediaceae, tách ra khỏi họ Orchidaceae.

## Phân loại
Phân họ này chứa 5-6 chi với 115-150 loài, chưa có sự thống nhất trong sự ước lượng số lượng loài. Chủ yếu là địa lan hay thạch lan. Phân họ này có thể phân ra làm các tông, phân tông như sau:
- Tông Cypripedieae
  - Phân tông Cypripediinae
    - Cypripedium Lindl. (bao gồm cả Arietinum Beck, Calceolaria Heist. ex Fabr., Calceolus Nieuwl., Ciripedium Zumagl., Criogenes Salisb., Fissipes Small, Hypodema Rchb., Sacodon Raf., Schizopedium Salisb., Stimegas Raf.): Khoảng 47 loài.

  - Phân tông Paphiopedilinae
    - Paphiopedilum Pfitzer (bao gồm cả Cordula Raf., Menephora Raf.): Khoảng 80 loài.
- Tông Mexipedieae
  - Phân tông Mexipediinae
    - Mexipedium V.A.Albert & M.W.Chase: 1 loài (Mexipedium xerophyticum) tại Oaxaca, México.
- Tông Phragmipedieae
  - Phân tông Phragmipediinae
    - Phragmipedium Rolfe (bao gồm cả Phragmopedilum Pfitzer, Uropedium Lindl.): Khoảng 20 loài.
- Tông Selenipedieae
  - Phân tông Selenipediinae
    - Selenipedium Rchb.f.: Khoảng 6 loài ở Trung và Nam Mỹ.
- Khác
  - x Phragmipaphium Hort.: Có thể là lai ghép giữa Phragmipedium với Paphiopedilum.

## Phân bố
Phân họ Cypripedioideae là đơn ngành và bao gồm 5 chi. Đặc trưng chung của chúng là 2 bao phấn dạng hai nhị sinh sản (nghĩa là có 2 nhị hoa hoàn hảo), một nhị lép dạng khiên và môi dưới dạng túi.
Chi Cypripedium được tìm thấy tại Bắc Mỹ, cũng như tại một số nơi ở châu Âu. Loài hoa lan biểu trưng của bang Minnesota là lan hài Showy (Cypripedium reginae). Loài lan hài hồng (Cypripedium acaule) là hoa biểu trưng chính thức của bang New Hampshire. Lan hài cũng là hoa chính thức của tỉnh đảo Prince Edward của Canada.
Chi Paphiopedilum được tìm thấy trong các khu rừng nhiệt đới ở Đông Nam Á và miền nam Trung Quốc. Chi Paphiopedilum rất dễ trồng và vì thế là khá phổ biến trong số những người ưa thích hoa lan. Trên thực tế, việc thu thập thái quá các loài trong chi này đã gây ra một số vấn đề tại môi trường sống nguyên thủy của nó.
Chi Phragmipedium được tìm thấy tại miền bắc Nam Mỹ và Trung Mỹ, cũng rất dễ trồng nhưng nó cần nhiệt độ thấp hơn so với các loài trong chi Paphiopedilum, và vì thế cũng loại bỏ nhu cầu sử dụng nhà kính tại nhiều khu vực ôn đới khi người ta muốn trồng chúng tại đây.

## Sử dụng
Lan hài không chỉ có giá trị về mặt thẩm mỹ, khoa học, mà còn có giá trị kinh tế cao nên khi được phát hiện, nhiều loài lan hài đã sớm bị săn tìm và thu hái để cung cấp cho các "thị trường đen" quốc tế, khiến cho số lượng của chúng bị suy giảm nhanh chóng, dần bị tuyệt chủng .

## Thư viện hình

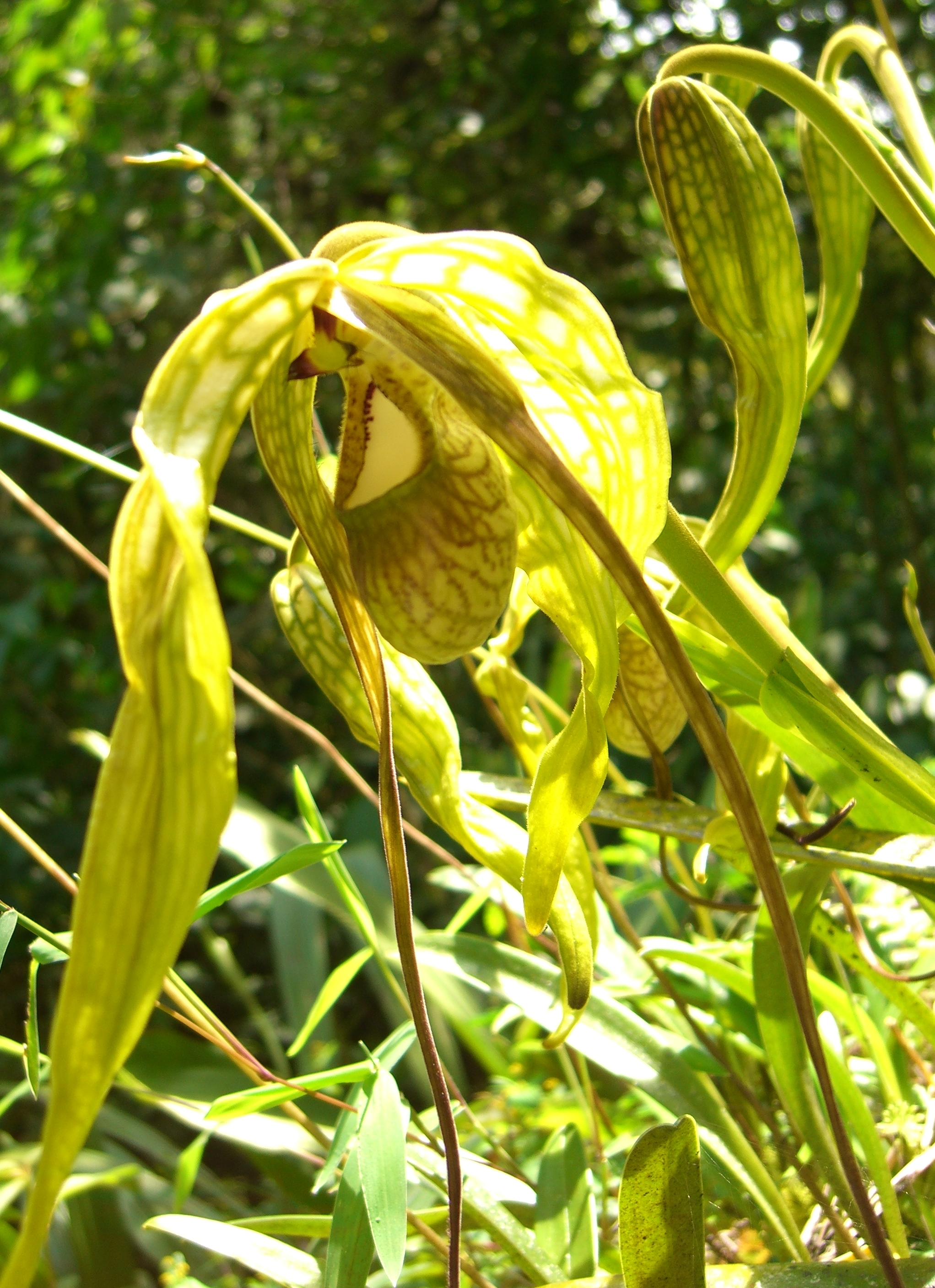
Phragmipedium caudatum
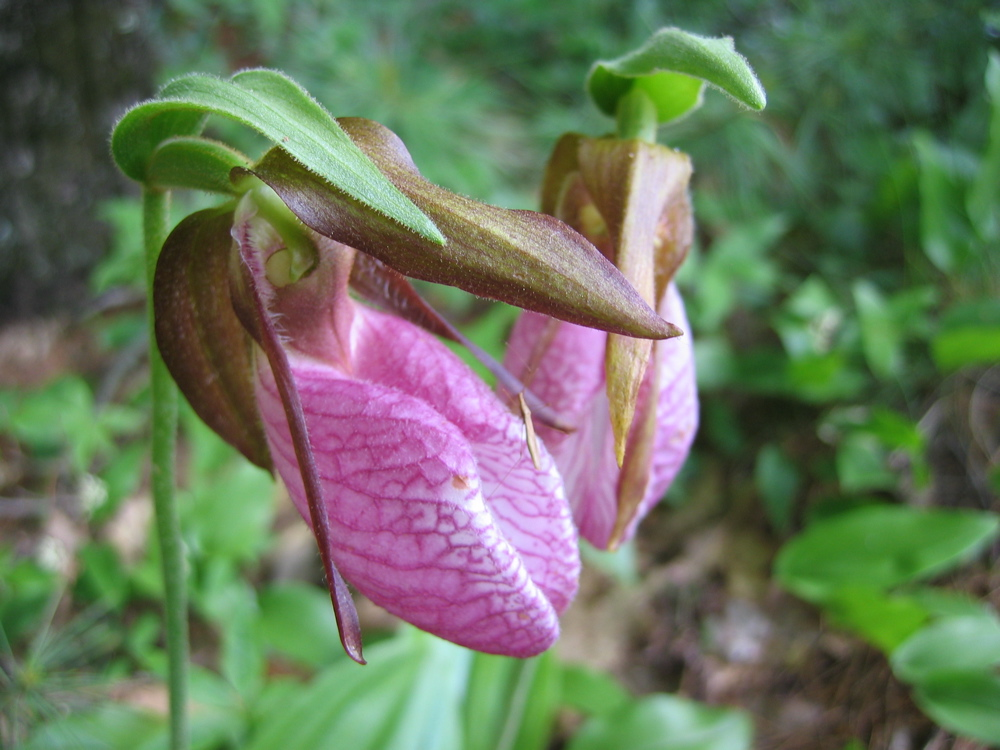
Lan hài hồng ở Bristol, Vermont (Cypripedium acaule)
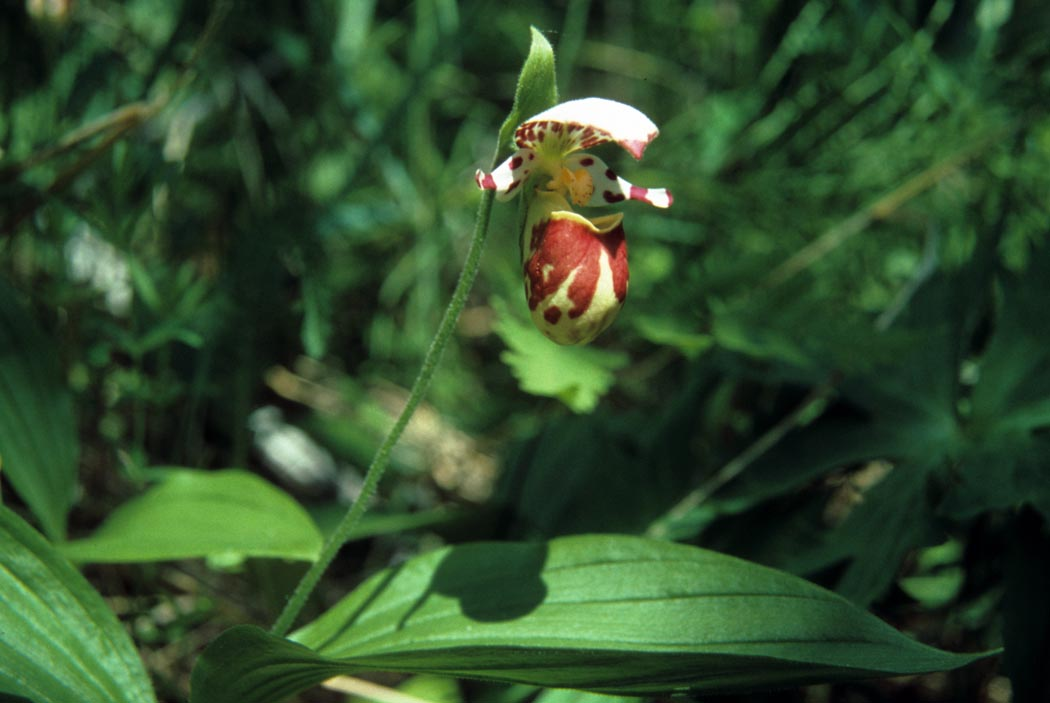
Lan hài đốm (Cypripedium guttatum) trong Khu bảo tồn sinh vật hoang dã quốc gia bán đảo Alaska
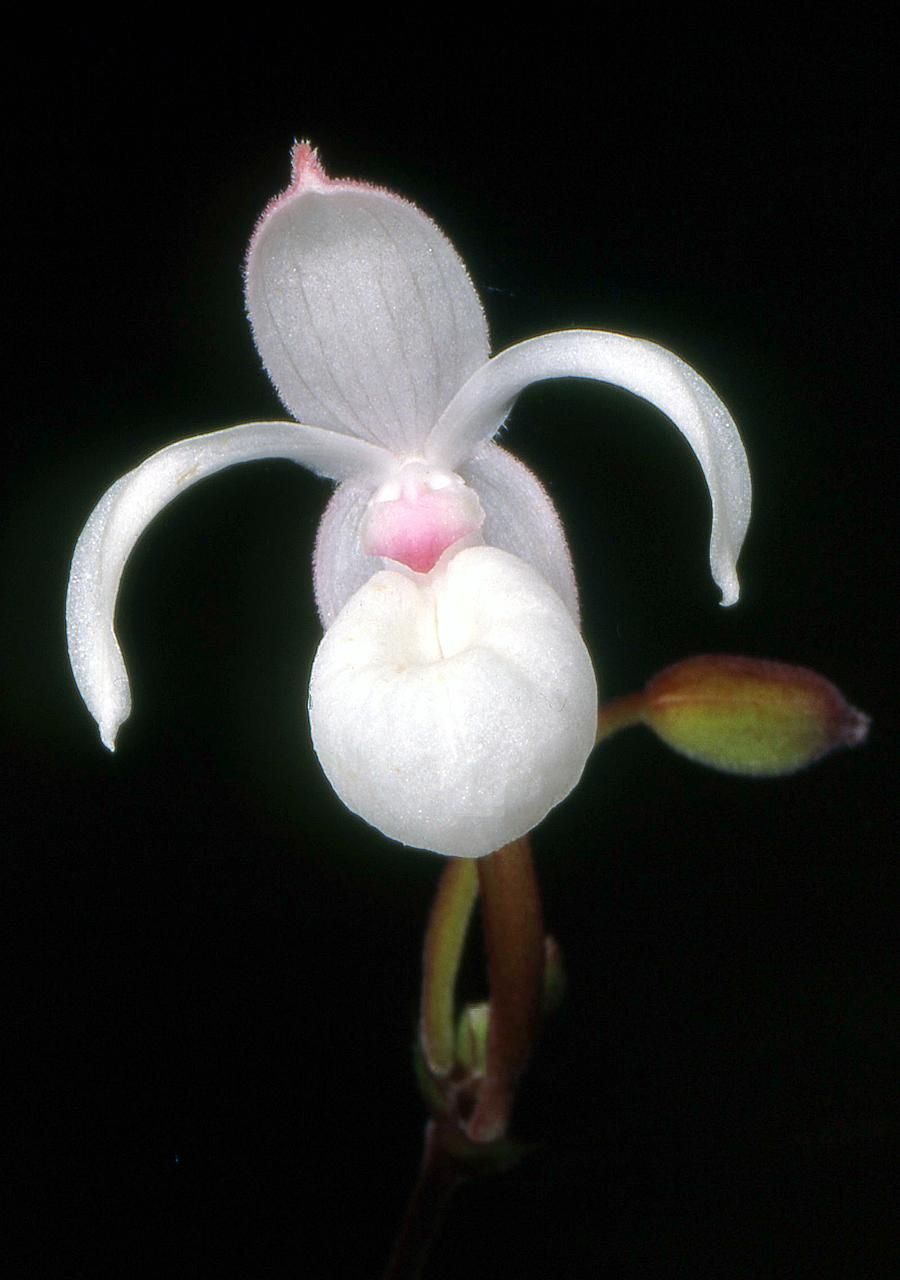
Mexipedium xerophyticum